# نقطه اوج
نقطهٔ اوج یا کلایمکس (به انگلیسی: Climax)، یک فیلم وحشت روان‌شناختی به کارگردانی، نویسندگی و تدوین مشترک گاسپار نوئه است که شامل گروهی ۲۴ نفره از بازیگران با سوفیا بوتله در نقش اصلی می‌باشد. در ابتدا در ژانویه ۲۰۱۸ خبر تکمیل ساخت این فیلم منتشر شد. در آن زمان عنوانی که برای این فیلم انتخاب شده بود سایکی/ پسیه بود، اما در زمان اکران این فیلم در بخش دو هفتهٔ کارگردان‌ها در فستیوال کن ۲۰۱۸، عنوان کلایمکس برای آن برگزیده شد.
این فیلم در ۱۹ سپتامبر ۲۰۱۸، در فرانسه، و سپس در کشورهای دیگر، اکران عمومی پیدا کرد.

## خلاصه داستان
«در اوسط دههٔ ۹۰، حدود بیست نفر رقصندهٔ رقص مدرن برای تمرینی ۳ روزه در مکان سابق مدرسه یی شبانه‌روزی در قلب یک جنگل دور هم جمع می‌شوند تا آخرین تمرین‌هایشان را برای انجام یک نمایش رقص انجام دهند، و سپس پارتی و شادخواری یی با جام بزرگی از شراب اسپانیای سانگریا راه بیندازند. اما ناگهان حالشان منقلب می‌شود و نوعی جنون آن‌ها را در تمام طول شب فرا می‌گیرد. آن‌ها شک می‌کنند که مبادا نوعی مخدر به آن‌ها خورانده شده، اما نمی‌دانند توسط چه کسی و چرا. خیلی زود حالت روانپریشانهٔ جمعی یی که به‌شان دست داده با ریتم هیپنوتیک رقص و موسیقی تند غیرقابل مقاومت می‌شود. در حالی که برخی از آن‌ها احساس می‌کنند در بهشت هستند، اکثرشان اما حس می‌کنند در جهنم فرورفته اند.»

## بازیگران

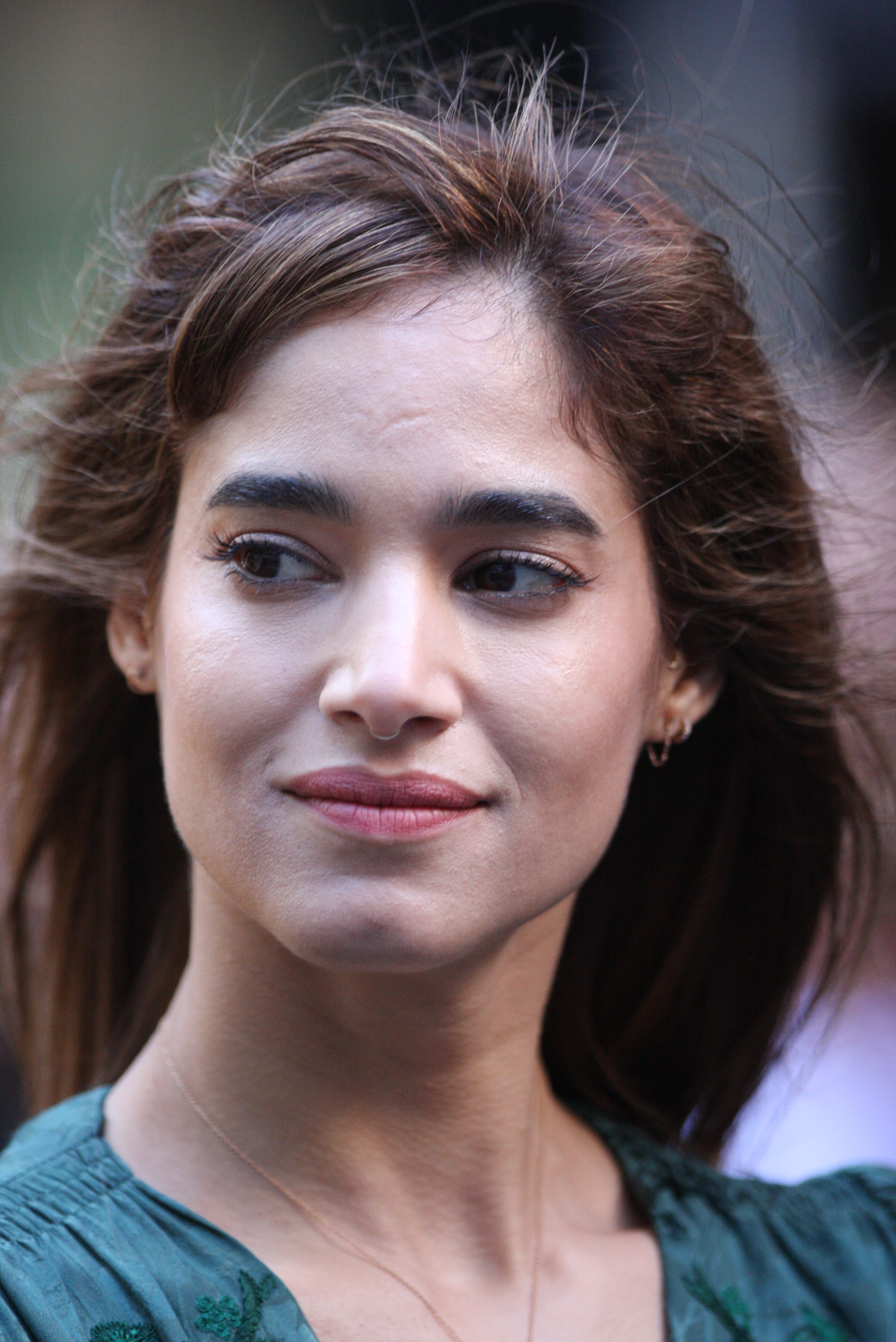
سوفیا بوتیا

- سوفیا بوتلا (Sofia Boutella) در نقش سلوا (Selva)
- رومن گیرمیک (Romain Guillermic) در نقش داوید (David)
- سهیلا یعقوب (Souheila Yacoub) در نقش لو (Lou)
- کیدی اسمایل (Kiddy Smile) در نقش ددی (Daddy)
- کلود گاژان مال (Claude Gajan Maull) در نقش امانوئل (Emmanuelle)
- گیزل پالمر (Giselle Palmer) در نقش گزل (Gazelle)
- تیلر کسل (Taylor Kastle) در نقش تیلر (Taylor)
- تئا کارلا شوت (Thea Carla Schøtt) در نقش سایکی [یا به تلفظ فرانسه پسیشه] (Psyche)
- شارلین تمپل (Sharleen Temple) در نقش ایوانا (Ivana)
- لئا ولاموس (Lea Vlamos) در نقش لئا (Lea)
- عالیه السفیر (Alaia Alsafir) در نقش عالیه (Alaia)
- کندال ماگلر (Kendall Mugler) در نقش راکت (Rocket)
- لکدار دریدی (Lakdhar Dridi) در نقش رایلی (Riley)
- آدرین سیسوکو (Adrien Sissoko) در نقش عمر (Omar)
- مامادو باتیلی (Mamadou Bathily) در نقش بتس (Bats)
- الو سیدیبه (Alou Sidibe) در نقش الو (Alou)
- اشلی بیست (Ashley Biscette) در نقش اشلی (Ashley)
- مونیا ناسانگار (Mounia Nassangar) در نقش مونیا (Mounia)
- تیفانی او (Tiphanie Au) در نقش سیلا (Sila)
- سارا بلالا (Sarah Belala) در نقش سارا (Sara)
- الکساندر مورو (Alexandre Moreau) در نقش سایبورگ (Cyborg)
- ناب (Naab) در نقش خودش
- استراس سرپنت (Strauss Serpent) در نقش استراس (Strauss)
- ونس گایو کومان (Vince Galliot Cumant) در نقش تیتو (Tito)

## جزئیات تکنیکی
مدت زمان این فیلم ۱ ساعت و ۳۵ دقیقه است. گاسپار نوئه خودش فیلم نامهٔ کلایمکس را بر اساس داستانی واقعی نوشته، و تدوین آن را نیز خودش بر عهده داشته.

## فستیوال کن۲۰۱۸
کلایمکس گاسپار نوئه در «دو هفتهٔ کارگردان‌ها» که بخشی جنبی، اما بسیار معتبر، از فستیوال کن است، در تاریخ ۱۳ می (۲۳ اردیبهشت) برای اولین بار اکران شد.
پس از اکران کلایمکس، این فیلم مورد تشویق گرم تماشاگران قرار گرفت. بلافاصله گزارش‌ها و نقدهای مُفصلی از طرف منتقدین و ژورنالیست‌های مختالف از مهم‌ترین نشریات دنیا که کلایمکس را دیده بودند منتشر شد. نشریات مهمی چون ورایتی، والچر، ایندی وایر، گاردین و خیلی‌های دیگر همگی از فیلمی که دیده بودند لذت بردند و از آن به عنوان یکی از بهترین آثار گاسپار نوئه یاد کردند.
در پایان این دوره از فستیوال دو هفتهٔ کارگردان‌ها یکی از مهم‌ترین جوایز این فستیوال به نام «جایزهٔ سینمای هنری» (Art Cinema Award) از طرف کنفدراسیون بین‌المللی سینمای هنر و تجربه (Confédération Internationale des Cinémas d’Art et d’Essai) به فیلم کلایمکس تعلق گرفت.

## واکنش منتقدین به کلایمکس
کلایمکس باز خورد بسیار مثبتی از طرف منتقدینی که فیلم را در برنامهٔ دو هفتهٔ کارگردان‌ها دیدند دریافت کرد. اریک کان از سایت ایندی وایر این فیلم به عنوان «احتمالاً بهترین فیلم نوئه تا به حال» توصیف کرد. امیلی یوشیدا از نشریهٔ والچر گزارشش را با این عنوان آغاز کرد: «فیلم رقص-وحشت کلایمکس بهترین چیزی است که گاسپار نوئه از مدت‌ها پیش تا به حال ساخته». او همچنین در مقاله ش نوشت که «بیست دقیقه بعد از آغاز فیلم، درحالی که از لذت ضعف کرده بودم سمت دوستم خم شدم و گفتم “از اینجا به بعد دیگه گاسپار نوئه باید خیلی تلاش بکنه که از این فیلم بدم بیاد”»! پیتر برد شاو از روزنامهٔ گاردین نوشت «نوئه اثر سینمایی یی با چنان شور و جسارتی ارائه کرده که در برابرش دیگر فیلم‌ها پیرمردانه و ملایم به نظر می‌آیند.»
منتقدین از نحوهٔ بالا رفتن شور و هیجان فیلم با رقص‌ها و حرکات اعضای گروه رقصی که در مکانی دور افتاده در میان جنگل مشغول تمرین اند، و به اوج رسیدن آن با نوشیدن شراب سانگریای مخلوط با ال اس دی و اتفاقات بعد از آن لذت بردند. همچنین از چرخش‌های آکروباتیک خاص سبک فیلم‌های گاسپار نوئه، همانند آنچه که در فیلم بازگشت‌ناپذیر به تصویر درآمد به وجد آمدند. آن‌ها کلایمکس را به عنوان فیلمی توصیف کرده که، علی رقم صحنه‌های ترسناک بخش پایانی اش، فیلمی است در ثنای زندگی و غنیمت شمردن زنده بودن.

## انتشار
این فیلم در ۱۳ مه ۲۰۱۸، در هفتاد و یکمین دورهٔ جشنواره فیلم کن انتخاب شد و پس از نمایش در بخش دو هفته کارگردانان برنده «جایزه سینمای هنر» شد.
این فیلم در 19 سپتامبر 2018 توسط وایلد بانچ در فرانسه و در 21 نوامبر 2018 در بلژیک منتشر شد. این فیلم در بریتانیا در 21 سپتامبر 2018 و در ایالات متحده در 1 مارس 2019 توسط ای۲۴ منتشر شد.